# Eisenbahn-Romantik
Eisenbahn-Romantik (Jernbaneromantik) er en tysk tv-udsendelse, der sendes siden 1991, fra 1998 på SWR. Udsendelsen består af reportager om tog og jernbaner før og nu, det være sig nutidens jernbaner, veteranbaner eller modeltog, i både Tyskland og andre lande. Politik og kritik inddrages også, i det udsendelsen også beskæftiger sig med nedlæggelser, problematiske nyanlæg og tilfælde, hvor intentioner og virkelighed ikke altid passer sammen.
Fra starten i 1991 og frem til udgangen af 2015 var udsendelsens vært Hagen von Ortloff. Fra 2016 sendes udsendelsen uden vært.

## Historie
Udsendelsen startede 7. april 1991 på det daværende SDR som pausefyld på Südwest 3. Da det var den første udsendelsesrække specielt for jernbaneentusiaster, blev den så populær blandt seerne, at sendetiden blev udvidet til op til tre kvarter. Fra 1994 fik Eisenbahn-Romantik en fast ugentlig programplads på en halv time. Efter fusionen mellem SDE og SWF til SWR i 1998 måtte hele redaktionen flytte fra Stuttgart til Baden-Baden. Fra 2013 sendes mandag-fredag fordelt på 25-30 nye udsendelser i løbet af et år og genudsendelser for resten.

## Produktion og udsendelse
Som regel er alle udsendelser optaget i forvejen. Dog blev den lejlighedsvise flere timer lange særudsendelse Lange Nacht der Eisenbahn-Romantik sendt direkte. Her blev der vist korte reportager, imellem at Hagen von Ortloff havde besøg i studiet af interessante jernbaneentusiaster og modeljernbanefolk.
De enkelte udsendelser blev fra starten indledt med en optagelse af damplokomotivet 99 633, der siden 2015 befinder sig hos veteranbanen Öchsle i Baden-Württemberg, ledsaget af musik i form af Sentimental Journey af Les Brown. Introen blev skiftet ud i 2016 med nye optagelser af 99 633 og 99 788 samt en nyindspilning af Sentimental Journey. Udsendelsen introduceredes indtil udgangen af 2015 af Hagen von Ortloff men laves siden da uden introduktion. Det egentlige indhold kommenteres blandt andet af Frank Stöckle og tidligere af blandt andet Jo Jung, Peter Schurr og Jochen Breiter. Til slut vises rulleteksterne, der ofte også ledsages af Sentimental Journey. Siden 25. september 2005 produceres og sendes udsendelsen i 16:9-format.
Eisenbahn-Romantik sendes som sådan på SWR, mens 3sat og RBB lejlighedsvist viser enkelte udsendelser, for eksempel som del af temaaftener. Desuden er nogle udsendelser lagt ud på Eisenbahn-Romantiks officielle YouTube-kanal. Derudover sender tysk/franske Arte af og til udsendelser under navnet Mit dem Zug durch..., i det de typisk forlænges til tre kvarter og bearbejdes af redaktionen (f.eks. uden indledning). Tidligere blev Eisenbahn-Romantik desuden vist regelmæssigt af NDR (senest 29. august 2016), HR (senest 14. januar 2014) og MDR (indtil slutningen af 2014). For det meste blev der sendt udsendelser fra det righoldige arkiv, men når der var en ny udsendelse fra SWR, blev den genudsendt umiddelbart efter af HR.
Det ugentlige seertal ligger på omkring en million.

## For fans
For særligt interesserede fans findes seerklubben Eisenbahn-Romantik-Club i samarbejde med forlaget Verlagsgruppe Bahn. Medlemmerne modtager bladet Eisenbahn-Romantik med vedlagt dvd fire gange årligt, en årlig klub-dvd og en kalender. Af og til arrangeres ture for medlemmerne med særtog ind- og udland, typisk i form af damptrukne veterantog, hvor der sideløbende foretages optagelser med henblik på kommende udsendelser. Sådanne ture over en eller flere dage er for eksempel gået til nord for polarcirklen, til jernbanens fædreland England eller gennem de franske, schweiziske og østrigske alper såvel som til Østeuropa.
Tidligere fungerede Züge som klubblad, indtil det blev indstillet i oktober 2020. Züge fandtes desuden i en udgave med vedlagt dvd med titlen ER-Video-Express med en ca. 80 min. lang udsendelse delvist lavet af de samme folk som Eisenbahn Romantik og som bonus en ældre ca. 55 min. lang udsendelse tidligere udgivet på vhs. Det var muligt at købe eller abonnere på Züge særskilt, både med og uden ER-Video-Express, men der kunne altså mod en merpris kombineres med et medlemskab af klubben. RioGrande under Verlagsgruppe Bahn producerede desuden dvd-serien SWR Edition Eisenbahn-Romantik med forlængede udgaver af udvalgte Eisenbahn Romantik-udsendelser. Nogle af medarbejderne var desuden involveret i dvd-serien Modellbahn TV, der i magasinform fokuserede på modeltog.
Siden 2014 udgiver Funke-Verlagsgruppe bladet Eisenbahn-Romantik fire gange om året. I 2017 udkom bogen Eisenbahn-Romantik af Bernhard Foos.

## Lignende udsendelser
En månedlig magasinudsendelse på ligeledes en halv time og med lignende indhold, dog tilpasset Midttyskland, blev sendt på MDR indtil december 2009 under titlen Bahnzeit. MDR står desuden bag udsendelserne Auf kleiner Spur med fokus på modeltog og Auf schmaler Spur med særlig fokus på smalsporede jernbaner.
Indtil 2014 sendte BR-alpha som del af Alpha Österreich hver måned den tre kvarter lange udsendelse Bahnorama, der produceredes af Bob Symes, og som primært fokuserede på Østrig. Hos de schweiziske naboer sender Telebasel Volldampf med primært fokus på Schweiz siden 1996.
På internettet står Bahnwelt TV siden december 2008 for månedlige udsendelser om jernbaneteknik, nostalgi, rejsemål og modeljernbaner.